# Kurchatovite
La kurchatovite è un minerale.